# Rairangpur
Rairangpur ist eine Kleinstadt im indischen Bundesstaat Odisha.
Die Stadt ist Teil des Distrikts Mayurbhanj. Rairangpur hat den Status einer Notified Area Committee. Die Stadt ist in 15 Wards gegliedert. Sie hatte am Stichtag der Volkszählung 2011 insgesamt 25.516 Einwohner. In der Agglomeration leben 34.929 Einwohner.
Rairangpur ist von Hügeln umgeben, die reich an Eisenerz sind. Die Region bildet deshalb ein wichtiges Bergbaugebiet in Odisha. Wirtschaftlich wichtig ist außerdem die Landwirtschaft. Touristischer Anziehungspunkt ist der in der Nähe liegende Simlipal National Park.
Die Stadt ist durch einen Bahnhof mit dem nationalen Schienennetz verbunden.